# Mont Okutoppu
Le mont Okutoppu (奥徳富岳, Okutoppu-dake), également connu sous le nom mont Oshirarika (尾白利加山, Oshirarika-san), est une montagne des monts Shokanbetsudake culminant à 1 346 m d'altitude à la limite entre les municipalités de Shintotsukawa et Ishikari en Hokkaidō au Japon.

## Géologie
Le mont Okutoppu est composé de roche volcanique mafique non-alcaline.